# هينتون روان هيلبر
هينتون روان هيلبر (بالإنجليزية: Hinton Rowan Helper)‏ (27 ديسمبر 1829 - 9 مارس 1909)، ناقد للعبودية من جنوب الولايات المتحدة خلال الخمسينيات من القرن التاسع عشر. في عام 1857، نشر كتابًا خصصه للبيض المناهضين للعبودية في الجنوب. ناقش كتابه تحت عنوان أزمة الجنوب الوشيكة، الذي كُتب في كارولاينا الجنوبية ولكنه نُشر عندما كان المؤلف في الشمال، أن العبودية تضر المستقبل الاقتصادي، وأنها شكلت عائقاً أمام نمو المنطقة الجنوبية بالكامل.

## سيرة حياته
وُلد هيلبر بالقرب من موكسفيل، كارولينا الشمالية. كان ابن مزارع في ولاية كارولينا الشمالية الغربية. توفي والده قبل أن يبلغ هيلبر عامًا واحدًا، واعتنت به عائلة ثرية وحصل على تعليم جيد بمساعدة مالية من عمه. تخرج من أكاديمية موكسفيل في عام 1848، وذهب إلى كاليفورنيا في عام 1851 على أمل العثور على الثروة، لكنه عاد في عام 1854 بخيبة أمل.
كتب هيلبر في عام 1855 كتاب أرض الذهب، وكتاب الواقع مقابل الخيال، الذي سخر من الدولة على نطاق واسع. وقد عارض بشدة العبودية وحالة الثقافة الجنوبية وانعدام التقدم الاقتصادي، كتب هيلبر لاحقًا أحد أكثر الانتقادات فعالية للجنوب بعنوان أزمة الجنوب الوشيكة. نشر أيضًا العديد من الإحصائيات التي أظهرت أن قيم الأراضي ومستويات معرفة القراءة والكتابة ومعدلات التصنيع كانت أقل بكثير في الجنوب عنها في الشمال. وحذر من الدمار الناجم عن العبودية من خلال إزالة الغابات. واقترح فرض الضرائب على ملّاك العبيد بسبب استيلائهم على جميع السود الأحرار في أفريقيا أو أمريكا اللاتينية.
جعل نجاح كتاب أزمة الجنوب الوشيكة من هيلر مشهورًا بين ليلة وضحاها. وزاد من الأزمة السياسية من خلال إثارة المخاوف بين الجنوبيين من إمكانية انقلاب البيض الفقراء ضد العبودية إذا وجدوا أنها لا تفيدهم. كان الخوف من الانقسامات الطبقية داخل المجتمع الأبيض كافياً لقيادة العديد من الجنوبيين الذين كانوا في السابق من معارضي الانفصال لاحتضانه لهم بعد انتخاب أبراهام لنكولن.

## أزمة الجنوب الوشيكة
كان الكتاب مزيجًا من الخرائط الإحصائية والمقالات الاستفزازية، ولم يجذب الكثير من الاهتمام حتى عام 1859 عندما أُعيدت طباعته بشكل مكثف من قبل المعارضين للعبودية في الشمال. واستنتج هيلبر أن العبودية تضر بالاقتصاد الجنوبي بشكل عام (من خلال منع التنمية الاقتصادية والتصنيع)، وأنها السبب الرئيسي وراء تقدم الجنوب بشكل أقل بكثير من الشمال (وفقًا لتعداد عام 1850). تحدث هيلبر نيابة عن غالبية البيض الجنوبيين من المعتدلين الذين قال إنهم تعرضوا للاضطهاد من قبل مالكي العبيد الأثرياء.
كان رد الفعل في الجنوب سلبيًا للغاية، كتب جون سبنسر باسيت في عام 1898، يمكن أن يكون كتاب هيلبر أساسًا لتهم جنائية وكثيراً ما اتهم السياسيون بعضهم عند قراءته، لكن العديد منهم استخدموه لتغيير المشاكل المذكورة وحلها.
أثار الكتاب غضبًا في الجنوب، إذ حظرت السلطات حيازته وتوزيعه وحرقت نسخًا وصادرت بعضها. سُمح بين عاميّ 1857 و 1861 بتداول نحو 150.000 نسخة من الكتاب، وفي عام 1860 وزّع الحزب الجمهوري نسخًا منه. في ديسمبر من عام 1859، كان رد الديمقراطيين في الكونغرس غاضبًا لأن 68 جمهوريًا أيدوا الكتاب وخططوا لاستخدامه في الانتخابات الرئاسية لعام 1860. منع المعارضون انتخاب الجمهوري جون شيرمان لأنه كان من مؤيدي الكتاب.

## وصلات خارجية
- هينتون روان هيلبر على موقع الموسوعة البريطانية (الإنجليزية)

- مؤلفات هينتون روان هيلبر في مشروع غوتنبرغ